# Lúcio Cornélio Lêntulo Caudino (cônsul em 237 a.C.)
Lúcio Cornélio Lêntulo Caudino (em latim: Lucius Cornelius Lentulus Caudinus) foi um político da gente Cornélia da República Romana eleito cônsul em 237 a.C. com Quinto Fúlvio Flaco. Era filho de Lúcio Cornélio Lêntulo Caudino, cônsul em 275 a.C., e irmão de Públio Cornélio Lêntulo Caudino, cônsul no ano seguinte. Além de ter sido pontífice máximo entre 217 e 213 a.C., foi o primeiro de sua família a utilizar abertamente o agnome "Caudino".
Cneu Cornélio Lêntulo, cônsul em 201 a.C., e Lúcio Cornélio Lêntulo, cônsul em 199 a.C., eram provavelmente seus filhos.

## Consulado (237 a.C.) e censorado (236 a.C.)
Foi eleito cônsul em 237 a.C. com Quinto Fúlvio Flaco.
Foi eleito censor em 236 a.C. com Quinto Lutácio Cercão, que morreu no cargo.